# Сорока
 Тази статия е за града в Молдова.  За руския художник вижте Григорий Сорока.  
Соро́ка (на молдовски: Soroca; на украински: Сороки; на идиш: סאָראָקע) е град в Северна Молдова, в непосредствена близост на молдовско-украинската граница, административен център на Сорокския район. Разположен е в дълбоката долина на десния бряг река Днестър, на около 160 km северно от молдовската столица Кишинев. Основна забележителност на града е средновековната Сорокска крепост.

## Население
Към 1919 г. градът има население от 35 000 души. По това време жителите са основно евреи. Румънци, германци и руснаци също живеят там. Еврейското население достига връх от 18 000 души, но днес те наброяват едва 100 души, като само 20 от тях се считат за евреи според халаха.
Днес градът има голямо циганско малцинство и е известен като „циганската столица на Молдова“.

## Родени в Сороки
- Григорий Доростолски и Червенски (1828 – 1898) – български духовник, Доростоло-Червенски митрополит от 1872 до 1898 г.

## Топографски карти
- Лист от карта M-35-141 Сороки. Мащаб: 1 : 100 000. Издание 1979 г.